# Króliki (miniserial)
Króliki (ang. Rabbits) – amerykański miniserial z 2002 w reżyserii Davida Lyncha. Produkcja gatunkowo najbardziej zbliżona jest do horroru, jednak Lynch określił ją jako dziewięcioodcinkowy sitcom. Muzykę skomponował Angelo Badalamenti.

## Obsada
- Naomi Watts – Suzie
- Scott Coffey – Jack
- Laura Harring/Rebekah Del Rio – Jane

## Opis fabuły
Serial przedstawia historię trzech królików, które z postury, ubioru i zachowania przypominają ludzi. Bohaterami są dwa króliki żeńskie ubrane w szlafrok i sukienkę, nazywane Suzie i Jane, oraz jeden męski, noszący garnitur, o imieniu Jack. Akcja rozgrywa się tylko w jednym pomieszczeniu – w salonie pewnego domu w mieście w którym ciągle pada deszcz. Z przodu po prawej stronie ekranu stoi kanapa i lampa, zaś po lewej z tyłu deska do prasowania, a z przodu po lewej drzwi wejściowe i telefon. Układ sceny w „Królikach” przedstawiony został podobnie jak w teatrze, gdzie są trzy ściany, „czwartą” natomiast stanowią widzowie. Kamera skierowana jest przez większość czasu na całość planu. Tylko w jednym momencie następuje zbliżenie kamery. Dialogi głównych postaci są nielogiczne i wydają się momentami w niewielkim stopniu korelować ze sobą, lub być umieszczone nie w tych miejscach w jakich być powinny. Frazy wypowiadane przez króliki często się powtarzają. W przerwach pomiędzy niektórymi dialogami, oraz przy wchodzeniu Jacka przez drzwi wejściowe następują salwy śmiechu w tle, co jest charakterystyczne dla sitcomów. Lynch wykorzystał również długie pauzy typowe dla teatru absurdu. W dwóch momentach pojawia się w obłoku czerwona jednooka postać przemawiająca do bohaterów w niezrozumiałym języku. Ponadto każdy z królików wygłasza monolog, opowiadając w nim swoją historię. Podczas monologów w prawym górnym rogu zapala się zapałka. Akcja rozgrywa się powoli, ale posiada swoje punkty kulminacyjne, jak na przykład dzwoniący telefon, czy też pukanie do drzwi. Ważnym elementem budującym atmosferę w „Królikach” jest również oświetlenie.

## Dodatkowe informacje
- „Króliki” początkowo zostały opublikowane w internecie na osobistej stronie Lyncha, ale później wydano je w wersji DVD.
- Wersja oryginalna całości trwa 50 minut, natomiast na płycie DVD serial jest o 7 minut krótszy.
- Scenografia do „Królików” została wykorzystana w jednej ze scen późniejszego filmu Lyncha pod tytułem „Inland Empire”.
- Podczas śpiewanego monologu Jane, Laurę Harring zastąpiła Rebekah Del Rio.
- David Lynch wybudował scenografię na terenie swojego ogrodu przy swoim domu na Hollywood Hills.
- Wszystkie aktorki grające w „Królikach” występowały w poprzednim filmie Lyncha pod tytułem „Mulholland Drive”.